# Skepplanda
Skepplanda ist ein schwedischer Tätort in der Gemeinde Ale. Der südwestschwedische Ort liegt ungefähr 35 Kilometer nördlich von Göteborg.

## Geschichte und Verkehr

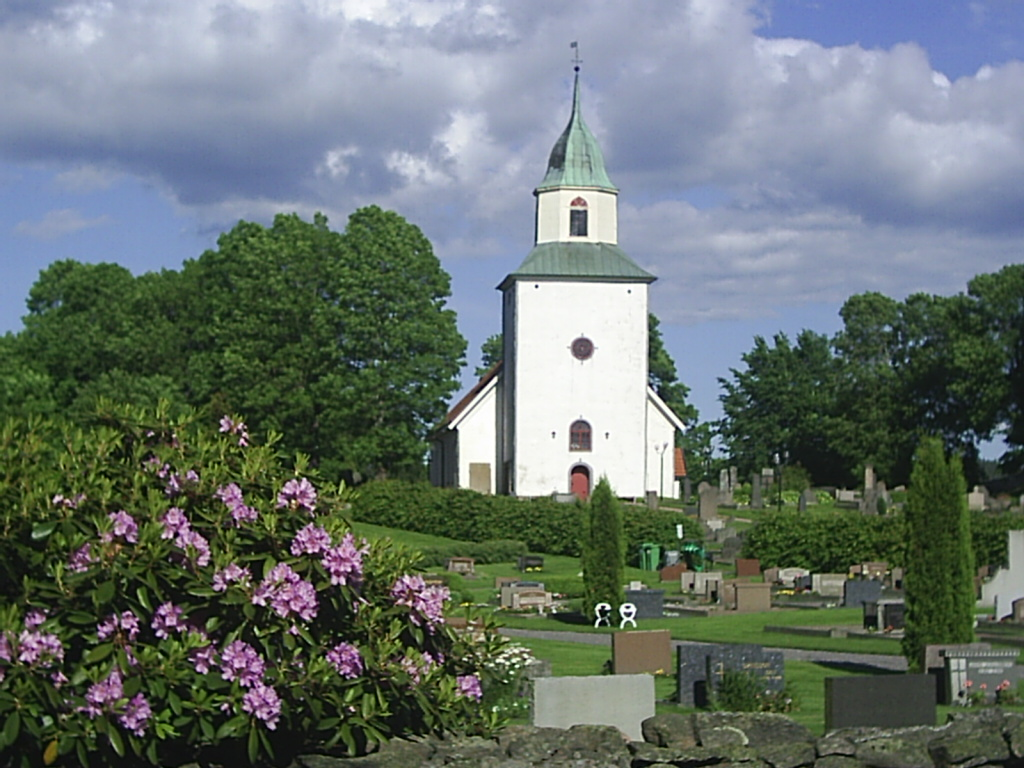
Skepplanda kyrka (2005)

Skepplanda war lange Zeit ein landwirtschaftlich geprägtes Dorf. Die mittelalterliche örtliche Kirche wurde um das Jahr 1700 massiv umgebaut. In den 1970er Jahren wurde der Ort massiv erweitert, als ein Teil der landwirtschaftlichen Nutzflächen zu Wohngebieten umgewidmet wurde. In der Folge wuchs der Ort deutlich an, die Einwohnerzahl erhöhte sich von 632 bei der Volkszählung 1970 auf 1941 bei der Erhebung zehn Jahre später. Mittlerweile ist Skepplanda an der Ortsgrenze mit dem benachbarten Småort Kattleberg och Grönnäs zusammengewachsen.
Skepplanda liegt nahe der Fernverkehrsstraße Europaväg 45, die als schwedischer Teil der sich von Norwegen nach Sizilien erstreckenden Europastraße 45 dient. Im weniger als 5 Kilometer entfernten Nachbarort Älvängen ist seit der Einführung der Linie Alependeln 2012 eine der Endstationen des Göteborger Vorortzugsystems Pendeltåg.